# Lubosina (jezioro)
Lubosina (inaczej Obierznie) – jezioro rynnowe w woj. wielkopolskim, w powiecie międzychodzkim, w gminie Kwilcz, we wschodniej części obrębu wsi Wituchowo, leżące na terenie Pojezierza Poznańskiego. Zbiornik leży około 1 km na południe od wsi Lubosz i 6 km na południowy zachód od Pniew.

## Hydronimia
Według urzędowego spisu opracowanego przez Komisję Nazw Miejscowości i Obiektów Fizjograficznych (KNMiOF) nazwa tego jeziora to Lubosina. W różnych publikacjach i na mapach topograficznych jezioro to występuje pod błędną i potoczną nazwą Obierznie.

### Nazewnictwo historyczne
W czasach historycznych natomiast (1435), zbiornik nosił nazwę Lewoszyna albo Lyewoschyna. Natomiast w przekazach z lat 1621 i 1786, akwen ten występuje już pod obecną nazwą Lubosina. Na mapie topograficznej z 1950 roku podano mylnie nazwę tego jeziora jako Obierznie. Lokalizację jeziora ustalił Janusz Gołaski.

## Historia
Wzmiankowo Lewoszyna (Lyewoschyna) w 1435 roku należała do braci Niemierza i Sędziwoja z Grodziska Wielkopolskiego. Następnie jezioro zapisali oni matce, Annie wraz z innymi jeziorami położonymi koło wsi Lubosz (Gogolinem, Oćmiech, Obierzem, Czarnym, Uścięcinem i Dobrzycznem) i częścią jeziora zwanego Zamorskiem.

## Dane morfometryczne
Jezioro o półkolistym kształcie (z północy na południowy zachód), którego krańce są zwrócone na zachód, przylega od wschodu do linii kolejowej i drogi, prowadzących od Lubosza na południe. 
 Powierzchnia zwierciadła wody wynosi 15,13 ha. Głębokość maksymalna jeziora wynosi 3 m.